# Stefanie Vögele
Stefanie Vögele (Leuggern, 10 maart 1990) is een professioneel tennisspeelster uit Zwitserland. Vögele leerde op haar vierde tennis spelen. Zij speelt rechtshandig en heeft een tweehandige backhand. Zij is in het enkelspel actiever dan in het dubbelspel.

## Loopbaan
Vögele maakte haar debuut in het professionele circuit in 2006, waar zij sinds 2009 op het hoogste niveau uitkomt. Tot op heden(november 2019) heeft zij alleen ITF-toernooien op haar naam geschreven, acht in het enkelspel en vijf in het dubbelspel. Op de WTA-tour stond zij in 2012 voor het eerst in een finale, op het dubbelspeltoernooi van Bogota, samen met de Luxemburgse Mandy Minella. In het enkelspel bereikte zij in 2018 de finale van het WTA-toernooi van Acapulco, waar zij verloor van de Oekraïense Lesja Tsoerenko.
In de periode 2005–2019 maakte Vögele deel uit van het Zwitserse Fed Cup-team – zij behaalde daar een winst/verlies-balans van 6–15.
Haar beste resultaat op de grandslamtoernooien is het bereiken van de derde ronde, op Roland Garros 2013. Haar hoogste positie op de WTA-ranglijst is de 42e plaats (november 2013).
In het dubbelspel bereikte Vögele de derde ronde op Wimbledon 2014, met de Duitse Kristina Barrois aan haar zijde.

## Posities op deWTA-ranglijst
Positie per einde seizoen:
| jaar | rang enkelspel | rang dubbelspel |
| ---- | -------------- | --------------- |
| 2004 | 711            | 871             |
| 2005 | –              | –               |
| 2006 | 920            | –               |
| 2007 | 215            | 371             |
| 2008 | 130            | 155             |
| 2009 | 76             | 231             |
| 2010 | 127            | 166             |
| 2011 | 138            | 231             |
| 2012 | 113            | 154             |
| 2013 | 44             | 882             |
| 2014 | 78             | 106             |
| 2015 | 122            | 369             |
| 2016 | 113            | 602             |
| 2017 | 152            | 599             |
| 2018 | 85             | –               |
| 2019 | 119            | 1156            |

## Palmares
| Legenda                 |
| ----------------------- |
| Grandslamtoernooi       |
| Olympische Spelen       |
| Year-End Championships  |
| Premier Mandatory       |
| Premier Five / WTA 1000 |
| Premier / WTA 500       |
| International / WTA 250 |
| Challenger / WTA 125    |

### WTA-finaleplaatsen enkelspel
| nr.              | finale     | toernooi          | ondergrond | tegenstandster  | score         |         |
| ---------------- | ---------- | ----------------- | ---------- | --------------- | ------------- | ------- |
| gewonnen finales |            |                   |            |                 |               |         |
| geen             |            |                   |            |                 |               |         |
| verloren finales |            |                   |            |                 |               |         |
| 1.               | 2018-03-03 | WTA Acapulco      | hardcourt  | Lesja Tsoerenko | 7-5, 6-7, 2-6 | details |
| 2.               | 2020-02-02 | WTA Newport Beach | hardcourt  | Madison Brengle | 1-6, 6-3, 2-6 | details |

### WTA-finaleplaatsen vrouwendubbelspel
| nr.              | finale     | toernooi   | ondergrond | partner       | tegenstandsters                 | score    |         |
| ---------------- | ---------- | ---------- | ---------- | ------------- | ------------------------------- | -------- | ------- |
| gewonnen finales |            |            |            |               |                                 |          |         |
| geen             |            |            |            |               |                                 |          |         |
| verloren finales |            |            |            |               |                                 |          |         |
| 1.               | 2012-02-18 | WTA Bogota | gravel     | Mandy Minella | Eva Birnerová Aleksandra Panova | 2-6, 2-6 | details |

### Gewonnen ITF-toernooien enkelspel
| nr. | finale     | toernooi         | dotatie  | ondergrond    | tegenstandster in finale | score         |
| --- | ---------- | ---------------- | -------- | ------------- | ------------------------ | ------------- |
| 1.  | 2006-12-02 | Tel Aviv         | $10.000  | hardcourt     | Marlot Meddens           | 6-3, 6-4      |
| 2.  | 2007-03-31 | Hyderabad        | $10.000  | hardcourt     | Amber Liu                | 5-7, 7-5, 6-3 |
| 3.  | 2007-07-15 | Toruń            | $25.000  | gravel        | Alexandra Dulgheru       | 6-2, 4-6, 7-5 |
| 4.  | 2011-03-27 | Bath             | $25.000  | hardcourt     | Marta Domachowska        | 6-7, 7-5, 6-2 |
| 5.  | 2012-09-30 | Clermont-Ferrand | $25.000  | hardcourt (i) | Tatjana Malek            | 6-4, 6-1      |
| 6.  | 2012-11-25 | Toyota           | $75.000  | tapijt (i)    | Kimiko Date-Krumm        | 7-6, 6-4      |
| 7.  | 2016-01-31 | Andrézieux       | $50.000  | hardcourt (i) | An-Sophie Mestach        | 6-1, 6-2      |
| 8.  | 2018-07-15 | Contrexéville    | $100.000 | gravel        | Sara Sorribes Tormo      | 6-4, 6-2      |

### Gewonnen ITF-toernooien dubbelspel
| nr. | finale     | toernooi   | dotatie  | ondergrond    | partner             | tegenstandsters in finale                     | score             |
| --- | ---------- | ---------- | -------- | ------------- | ------------------- | --------------------------------------------- | ----------------- |
| 1.  | 2007-07-14 | Toruń      | $25.000  | gravel        | Sandra Martinović   | Magdalena Kiszczyńska Natalia Kołat           | 2-6, 6-4, 6-3     |
| 2.  | 2008-03-28 | La Palma   | $25.000  | hardcourt     | Joelija Bejhelzymer | Estrella Cabeza Candela Sílvia Soler Espinosa | 7-5 7-6           |
| 3.  | 2008-04-06 | Hamburg    | $25.000  | gravel        | Joelija Bejhelzymer | Veronika Chvojková Andrea Hlaváčková          | 7-6, 6-2          |
| 4.  | 2011-07-02 | Cuneo      | $100.000 | gravel        | Mandy Minella       | Eva Birnerová Vesna Dolonts                   | 6-3, 6-2          |
| 5.  | 2012-09-22 | Shrewsbury | $75.000  | hardcourt (i) | Vesna Dolonts       | Karolína Plíšková Kristýna Plíšková           | 6-1, 6-7, [15-13] |

## Resultaten grote toernooien
| Legenda | Legenda                          |
| ------- | -------------------------------- |
| g.t.    | geen toernooi gehouden           |
| l.c.    | lagere categorie                 |
| –       | niet deelgenomen                 |
| G       | uitgeschakeld in de groepsfase   |
| 1R      | uitgeschakeld in de eerste ronde |
| 2R      | uitgeschakeld in de tweede ronde |
| 3R      | uitgeschakeld in de derde ronde  |
| 4R      | uitgeschakeld in de vierde ronde |
| KF      | uitgeschakeld in de kwartfinale  |
| HF      | uitgeschakeld in de halve finale |
| F       | de finale verloren               |
| W       | het toernooi gewonnen            |
| w-v     | winst/verlies-balans             |

### Enkelspel
| toernooi            | 2008 | 2009 | 2010 | 2011 | 2012 | 2013 | 2014 | 2015 | 2016 | 2017 | 2018 | 2019 |
| ------------------- | ---- | ---- | ---- | ---- | ---- | ---- | ---- | ---- | ---- | ---- | ---- | ---- |
| grandslamtoernooien |      |      |      |      |      |      |      |      |      |      |      |      |
| Australian Open     | –    | –    | 2R   | –    | 1R   | 1R   | 2R   | 2R   | –    | 2R   | –    | 1R   |
| Roland Garros       | –    | –    | 1R   | –    | –    | 3R   | 2R   | 1R   | –    | –    | 1R   | –    |
| Wimbledon           | –    | 1R   | 1R   | –    | –    | 1R   | 1R   | 1R   | 1R   | –    | 1R   | 1R   |
| US Open             | 1R   | 2R   | 1R   | –    | 1R   | 1R   | 1R   | –    | 1R   | –    | 1R   | –    |
| Premier Mandatory   |      |      |      |      |      |      |      |      |      |      |      |      |
| Indian Wells        | –    | –    | 1R   | –    | –    | 2R   | 1R   | –    | –    | –    | –    |      |
| Miami               | –    | –    | 1R   | –    | –    | 2R   | 1R   | 2R   | –    | –    | 1R   |      |
| Madrid              | l.c. | –    | 1R   | –    | –    | 1R   | 1R   | –    | –    | –    | –    |      |
| Peking              | l.c. | –    | –    | –    | –    | 1R   | –    | –    | –    | –    | –    |      |
| Premier Five        |      |      |      |      |      |      |      |      |      |      |      |      |
| Dubai/Doha          | –    | 1R   | 2R   | –    | –    | –    | 2R   | –    | –    | –    | –    |      |
| Rome                | –    | –    | –    | –    | –    | –    | –    | –    | –    | –    | –    |      |
| Montreal/Toronto    | –    | –    | –    | –    | –    | –    | –    | –    | –    | –    | –    |      |
| Cincinnati          | –    | –    | –    | –    | –    | –    | –    | –    | –    | –    | 1R   |      |
| Tokio/Wuhan         | –    | –    | –    | –    | –    | 1R   | 1R   | –    | –    | –    | –    |      |
| olympisch           |      |      |      |      |      |      |      |      |      |      |      |      |
| Olympische Spelen   | –    | g.t. | g.t. | g.t. | –    | g.t. | g.t. | g.t. | –    | g.t. | g.t. | g.t. |
| statistieken        |      |      |      |      |      |      |      |      |      |      |      |      |
| titels per jaar     | 0    | 0    | 0    | 0    | 0    | 0    | 0    | 0    | 0    | 0    | 0    | 0    |
| eindejaarsranking   | 130  | 76   | 127  | 138  | 113  | 44   | 78   | 122  | 113  | 152  | 85   |      |

### Vrouwendubbelspel
| Australian Open | –  | –  | 1R | 2R | 1R | –  |
| Roland Garros   | –  | 2R | 1R | 2R | –  | –  |
| Wimbledon       | –  | –  | 1R | 3R | 1R | 1R |
| US Open         | 2R | 1R | 1R | 1R | –  | –  |